# Тамразов Олексій Гаррійович
Тамразов Олексій Гаррійович — український підприємець, громадський діяч і автогонщик. Власник ТОВ «Всеукраїнська медіа група» (сайт www.theinsider.ua).

## Місце народження. Освіта
Народився 23 січня 1975 року в місті Жлобин (Гомельська область, Білорусь) в сім'ї киян. У 1978 родина повернулася до Києва.
У 1991 році закінчив київську середню школу № 229.
З 1993 по 1999 навчався в Київському державному інституті театрального мистецтва ім. Карпенка-Карого, який закінчив з дипломом за спеціальністю «Театрознавство» та здобув кваліфікацію театрознавця, організатора театральної справи.

## Кар'єра
- Наприкінці 2000 року розпочав трудову діяльність в компанії «ТНК-Україна» на посаді спеціаліста відділу оптової реалізації нафтопродуктів.
- З 2003 — комерційний директор ТОВ «Західна нафтогазова компанія» («ЗНГК»).

«ЗНГК» була створена в 2003 році за участю Тамразова. Компанія спеціалізується на торгівлі нафтопродуктами. У 2013 році оборот «ЗНГК» склав 4 мільярди гривень. Компанія входить в ТОП-10 імпортерів бензину і дизельного палива в Україні.
- З 2006 по 2007 рік — перший заступник комерційного директора компанії «Укрнафта».
- З 2007 по 2010 — повернувся в «ЗНГК» на посаду заступника директора. Також з 2006 року займається реалізацією автомобілів.
- З 2010 року по березень 2014 року — перший заступник голови правління ПАТ «Укргазвидобування».

## Досягнення
У період роботи Тамразова в «Укргазвидобуванні» був підписаний договір про спільну діяльність із шведською компанією «Міс Ентерпрайсес» і ТОВ «Карпатигаз».
За період спільної діяльності було інвестовано більше 2-х мільярдів гривень і видобуто понад 1 мільярд кубометрів природного газу.
У 2011 році був підписаний новий договір про спільну діяльність «Укргазвидобування» та корпорації Шелл. В рамках цієї угоди була пробурена перша свердловина, з якої було отримано промисловий приплив газу.
Також за участю Тамразова в «Укргазвидобуванні» була створена біржа для реалізації бензину та дизельного палива. Обсяг кредиторської заборгованості компанії було зменшено більш ніж на 30 %.
Крім того, Тамразов був одним з розробників патентів на способи збільшення видобутку нафти з важкодоступних місць шляхом використання глибинних насосів.

## Сімейний стан
Одружений, виховує трьох синів.

## Захоплення
В березні 2014 року — активіст громадського руху «Україна з вами» (підтримка українських військовослужбовців та громадян у Криму). 
З 2006 р. регулярно бере участь у марафонах в Москві, Римі та Берліні. Найкращий результат напівмарафону — 1 година 19 хв., марафону — 3 години 6 хв.
Член Української асоціації власників зброї.

## Ралі

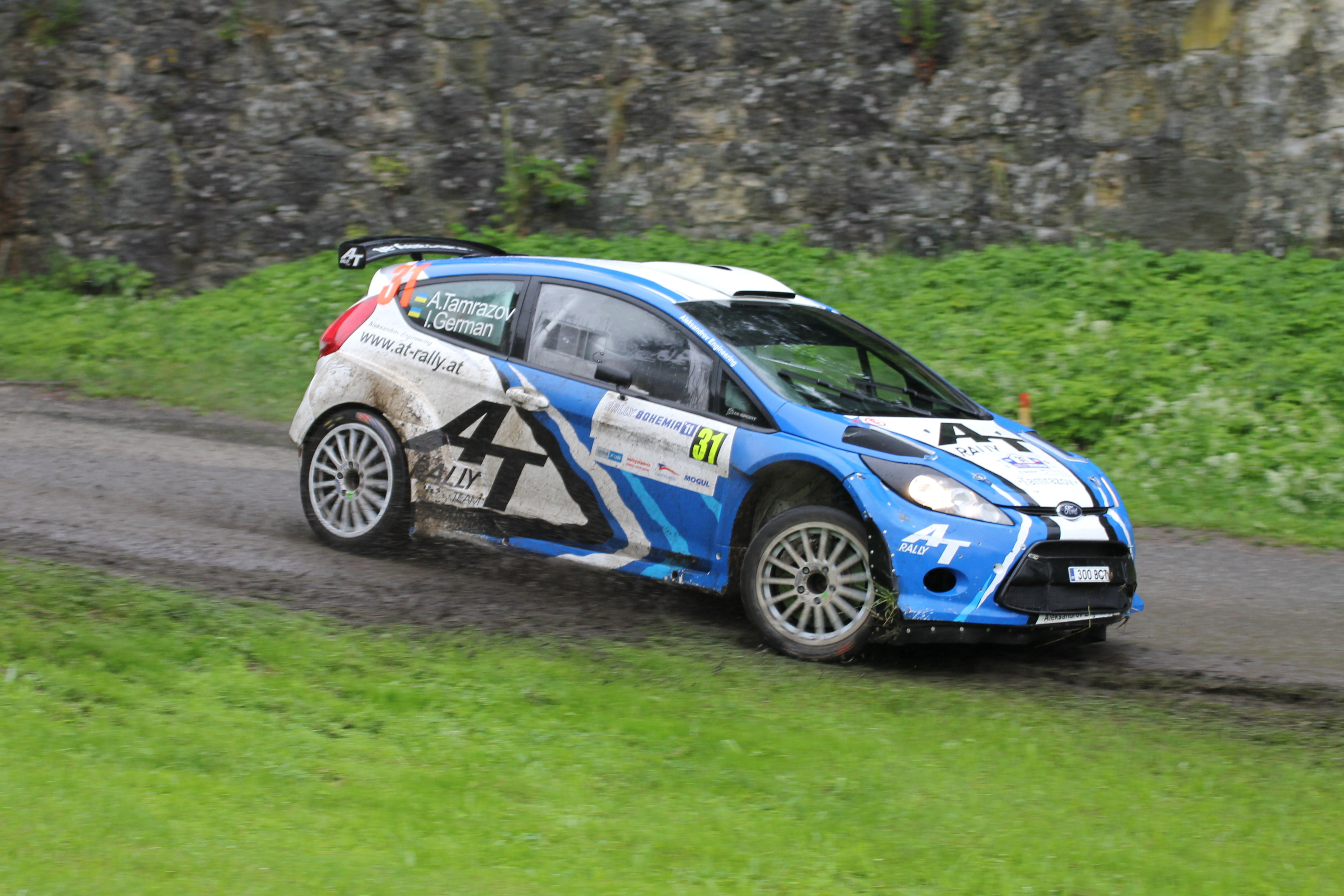
Олексій Тамразов на ралі Богемія 2011

З 2003 р. займається автомобільним спортом, учасник змагань WRC, призер українських та міжнародних ралі[джерело?].

## Судовий вирок
Вищий антикорупційний суд 24 грудня 2021 року  виніс вирок ексзаступнику голови правління «Укргазвидобування» Олексію Тамразову.
Про це повідомляє  «Судовий репортер».
Тамразова визнали винним у передачі 9 серпня 2018 року 100 тисяч доларів хабара прокуророві Генеральної прокуратури Костянтину Кулику. За цю винагороду прокурор мав не заперечувати щодо клопотання ТОВ «Фаворит Систем» про скасування арешту понад 8 млн кубометрів газу вартістю близько 2 мільйонів доларів.
Суд призначив 5 років позбавлення волі (санкція статті ч.3 ст.369 КК передбачає від 4 до 8 років ув’язнення). Додаткове покарання у вигляді конфіскації майна не застосовується. Лише конфіскується 100 тисяч доларів неправомірної вигоди.